# Pseudantiora contingata
Pseudantiora contingata är en fjärilsart som beskrevs av Heinrich Benno Möschler 1883. Pseudantiora contingata ingår i släktet Pseudantiora och familjen tandspinnare. Inga underarter finns listade i Catalogue of Life.